# Hildebrand de Hemptinne

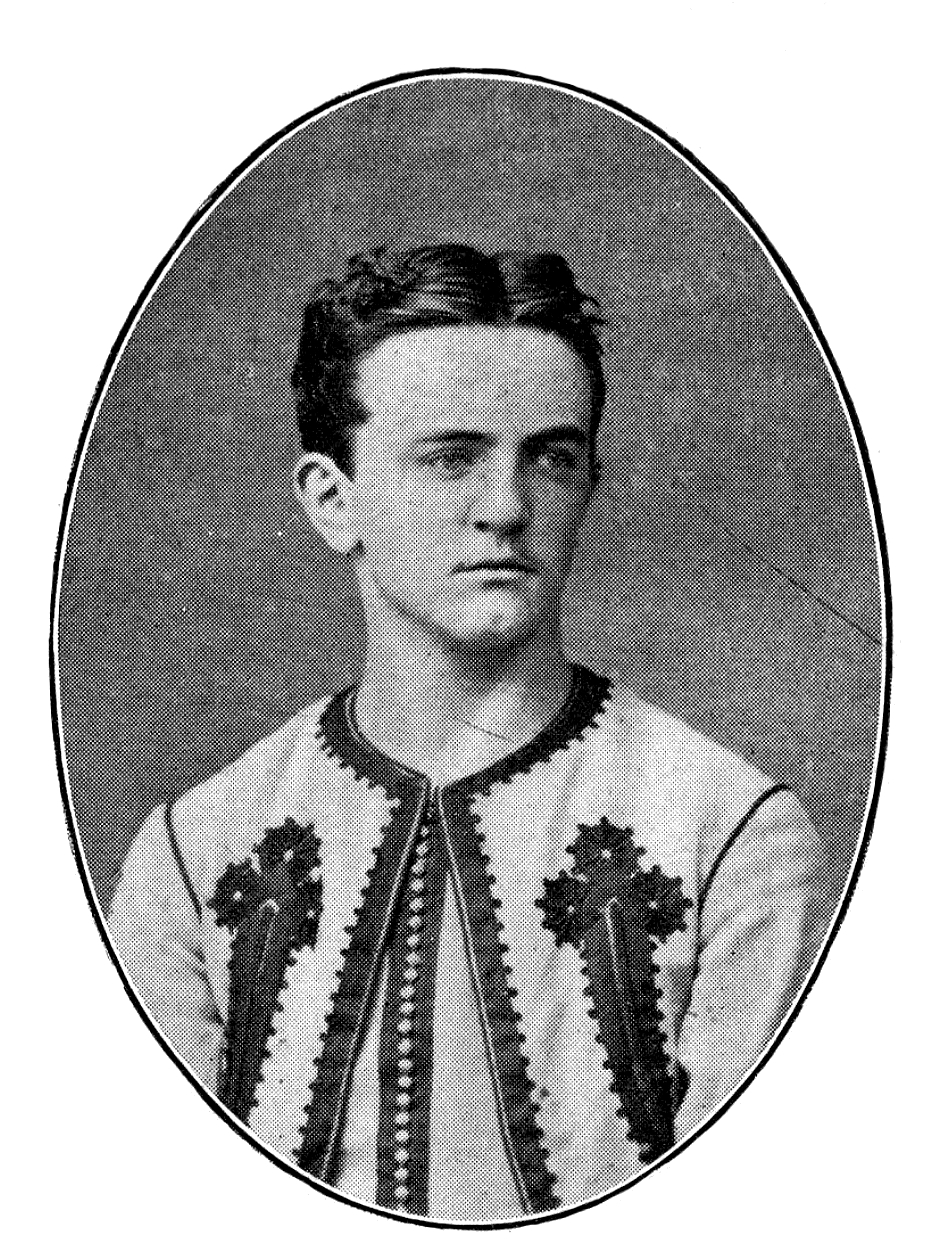
Félix De Hemptinne in zoeavenuniform

Dom Hildebrand de Hemptinne geboren Félix de Hemptinne (Gent, 10 juni 1849 – Beuron, 13 augustus 1913) was een pauselijk zoeaaf en later benedictijnermonnik. Hij was betrokken bij enkele stichtingen en werd de eerste algemeen overste van de benedictijnen.
Hij werd geboren binnen de industriële familie de Hemptinne, vooral actief in de textielsector. Hij was het tweede van acht kinderen uit het huwelijk van Joseph de Hemptinne en de bankiersdochter Pauline Gonthyn (1825-1870). Zijn oudste zus Marie (1848-1908) trad toe tot de Karmel in Oudenaarde. De jongste zus Agnès werd benedictinesse onder de naam Cécile. Zij was een van de stichters en de eerste abdis (1900-1948) van de Abbaye Saints Jean et Scholastique de Maredret.

## Algemeen overste
In 1866, tijdens het pontificaat van paus Pius IX, ging Félix als zestienjarige in dienst als Pauselijk Zoeaaf en gaf daarbij als beroep landeigenaar op. Tegen eind 1867 was hij opgeklommen tot onderluitenant. Het is vermeldenswaardig dat zijn broer Paul eveneens dienst deed als pauselijk zoeaaf. De Hemptinne nam deel aan de campagne van 1867 en kreeg de medaille van Mentana, hoewel hij de eigenlijke veldslag door ziekte niet meemaakte. In december 1868 nam hij ontslag bij de zoeaven om uiteindelijk in 1870 binnen te treden bij de benedictijnen in aartsabdij van Beuron (Zwarte Woud), waar hij de naam Hildebrand aannam. Tijdens de Kulturkampf in 1871-1872 wist hij de leiding in Beuron te overtuigen in België de priorij van Maredsous te stichten, waar hij na zijn priesterwijding werd betrokken bij de opleiding van de novicen. In 1874 keerde hij terug naar Beuron, maar gedurende de jaren 70 moest hij uitwijken naar het buitenland vanwege de Kulturkampf.

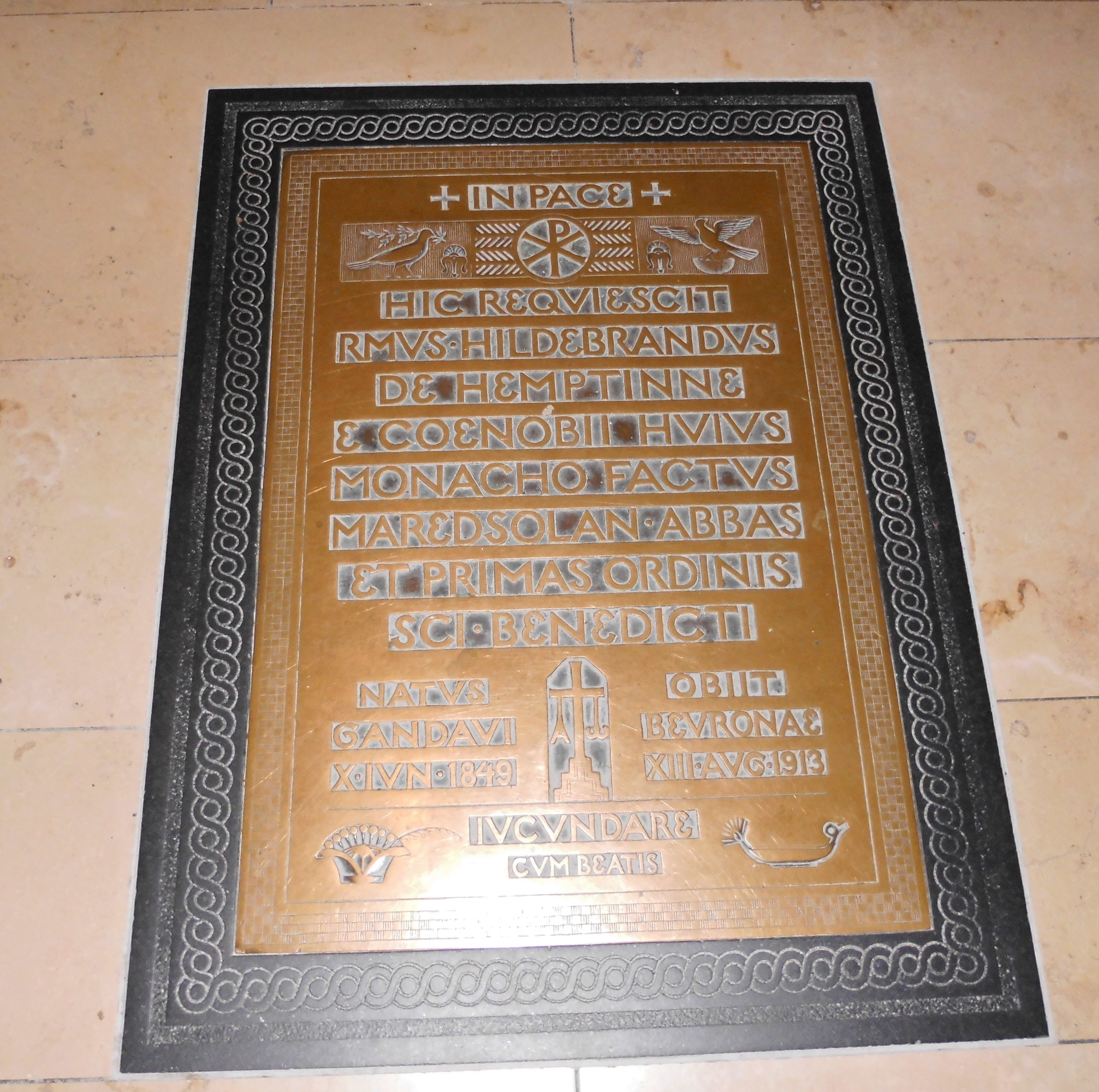
De gedenkplaat in de abdijkerk van Beuron.

Van 1890 tot 1909 was hij abt van de abdij van Maredsous, nadat hij er bijna een decennium prior was. De wijding tot abt gebeurde door kardinaal Guglielmo Sanfelice D'Acquavella. In 1893 werd hij als de eerste abt-primaat van de pas opgerichte benedictijnencongregatie verkozen, het overkoepelend orgaan van de benedictijnen. Door paus Leo XIII werd hij gevraagd als adviseur bij de oprichting van het Collegio Sant'Anselmo in Rome, waar hij vervolgens als eerste abt werd benoemd. Beuron werd trouwens als de moederabdij van de genoemde stichtingen beschouwd.
Na zijn overlijden in 1913 werd hij begraven in de abdijkerk van Beuron.